# Relações entre Argentina e Rússia
As relações entre Argentina e Rússia são as relações bilaterais entre a República da Argentina e a Federação Russa. As relações diplomáticas entre ambos os países foram estabelecidas em 22 de outubro de 1885. A União Soviética tinha estabelecido relações diplomáticas com a Argentina em 5 de junho de 1946. A Argentina tem uma embaixada em Moscou e a Rússia tem uma embaixada em Buenos Aires.
Em abril de 2010, Dmitry Medvedev, comemorando 125 anos de relações bilaterais, realizou a primeira visita de um chefe de Estado russo à Argentina. Em julho de 2014, o presidente russo Vladimir Putin visitou a Argentina e assinou um acordo de cooperação em energia nuclear com a sua homóloga argentina Cristina Fernandez. Em abril de 2015, o presidente russo Vladimir Putin apoiou publicamente as reivindicações de Cristina Fernandez e da Argentina sobre as Ilhas Malvinas, as quais estão sob ocupação britânica.
Está atualmente em negociação um acordo de arrendamento mercantil de uma dúzia de caças-bombardeiros russos Sukhoi Su-24 para Buenos Aires em troca de carne, trigo e outros bens.